# Sono tre parole
Sono tre parole è il terzo album dell'attore e cantante Christian De Sica, pubblicato nel 1994 prodotto e distribuito dalla EMI.

## Tracce
1. Bongo Bongo Bongo
2. Voglio vivere così
3. Ma l'amore no (testo: Michele Galdieri e Giovanni D'Anzi)
4. Come è bello fa' l'amore quann'è sera
5. Parlami d'amore Mariù
6. Sono tre parole
7. Musetto
8. Abbassa la tua radio
9. 'Na voce, 'na chitarra e 'o ppoco 'e luna
10. Malatia

## Formazione
- Christian De Sica – voce
- Massimo Moriconi – basso
- Ciro Caravano – tastiera, programmazione
- Silvano Chimenti – chitarra
- Claudio Mattone – pianoforte
- Lello Panico – chitarra
- Tullio De Piscopo – batteria